# Addis Black Widow
Addis Black Widow är en svensk musikgrupp bildad av Dianne "Cream" Wiston och Armias "Pigeon" Mamo. Cream lämnade bandet 2005, varför bandet numer är ett soloprojekt med Mamo.

## Biografi
Gruppens debutalbum var inspirerat av 1970-talssoul, men de har under åren även blandat in flera genrer som rock, pop, r'n'b och hiphop.  
Namnet Addis Black Widow är en hyllning till Pigeon Mamos bror Addis, som omkom i en olycka när han var femton år. De bodde då i Karlstad. Gruppen har under hela tiden varit kända för att vara hemlighetsfulla. Deras största hits är "Innocent" från 1995, "Goes Around Comes Around" och "Wait In Summer". 
Gruppen ställde upp i Melodifestivalen 2007 med låten "Clubbin" som hamnade på sista plats i deltävlingen. 

## Diskografi[3]

### Album
- 1996 - The Battle of Adwa
- 2001 - Addis Black Widow (högsta listplacering: 26)[4]

### Singlar
- 1995 - Innocent (högsta listplacering: 37)[4]
- 1996 - Sweet Money
- 2000 - Goes Around Comes Around (högsta listplacering: 2)[4]
- 2001 - Son Of A Gun
- 2001 - Wait In Summer (högsta listplacering: 26)[4]
- 2004 - Happy
- 2007 - Clubbin
- 2009 - Addis Black Widow feat. Alleyway The Rate I Love You[5]
- 2010 - Hold Back Lov[6]
- 2012 - Pigeån ft. Addis Black Widow, Bus 75 Pigeonman What It Is[7]
- 2015 - I Do Like
- 2018 - In My Fantasy[8]
- 2019 - Long Escalator
- 2019 - Pasti Bet

## Bus 75
Under 1997 bildade Cream (då som Da Cream) och Pigeon gruppen Bus 75 som också hade sångerskorna School, Uni och Sooni och rapparen K.B. som medlemmar. Gruppen släppte en handfull singlar och ett självbetitlat album. Da Cream medverkade under gruppnamnet också på två singlar med Whale.